# Schwarzfleckbarbe
Die Schwarzfleckbarbe (Dawkinsia filamentosa, Syn.: Puntius filamentosus, Barbus filamentosus) ist ein Süßwasserfisch aus der Familie der Karpfenfische (Cyprinidae). Sie kommt im südlichen Indien in der Küstenebene von Kerala und Karnataka und in Tamil Nadu vor. Meldungen über Vorkommen auf Sri Lanka beruhen auf Verwechslungen mit der ähnlichen und nah verwandten Dawkinsia singhala.

## Merkmale
Die Schwarzfleckbarbe wird 15 bis maximal 18 Zentimeter lang. Ihr Körper ist seitlich abgeflacht und langgestreckter als der der meisten anderen Barben aus der Puntius-Verwandtschaft. Charakteristisch für die Männchen der Art sind die fadenartig verlängerten vorderen, geteilten Rückenflossenstrahlen, die den Grund für den wissenschaftlichen Namen der Art sind (Lat.: „filamentosus“ = fadenförmig) und in einigen Fällen bis über die Schwanzflossenbasis reichen können. Von der nah verwandten Art D. assimilis unterscheidet sich die Schwarzfleckbarbe durch das fast endständige Maul, während das von D. assimilis unterständig ist. Die Schwarzfleckbarbe besitzt keine, seltener ein rudimentäres Bartelpaar das nur 0,5 bis 2,2 % der Standardlänge erreicht.
- Flossenformel: Dorsale: 2/8; Anale: 2/5; Pectorale: 1/14-15.
- Schuppenformel: mLR 18-20+1-3.

Die Färbung der Schwarzfleckbarbe ändert sich mit zunehmendem Alter. Jungfische sind gelblich mit drei Querstreifen auf den Körperseiten, eine unterhalb der Rückenflosse, eine über der Afterflosse und die dritte, schmale auf dem Schwanzflossenstiel. Die Flossen sind transparent. Ab einer Länge von sechs Zentimeter geht die Zeichnung auf den Körperseiten zurück. Nur von der Querbinde oberhalb der Afterflosse bleibt ein dicker schwarzer Fleck, der zum deutschen Namen der Art führte. Geschlechtsreife Schwarzfleckbarben sind silbrig, grün-silbrig bis gelblich und schimmern bei auftreffendem Licht in allen Regenbogenfarben. Ihre Oberseite ist dunkler und Oliv. Die Rückenflosse ist kräftig rot, ihre Flossenstrahlen violett. Die gegabelte Schwanzflosse ist rötlich mit weißen Spitzen und schwarzen Flecken unterhalb der Spitzen. Ihre äußeren Flossenstrahlen sind dunkelbraun. Die übrigen Flossen sind leicht gelblich. Zur Laichzeit wird der Bauch rötlich und die Fische entwickeln oberhalb des Mauls einen Laichausschlag.

## Lebensweise
Die Schwarzfleckbarbe kommt in klaren Flüssen, Flussmündungen, Sümpfen, Seen und Weihern des Flachlandes vor. Sie verträgt leichtes Brackwasser und wird oft sehr nah am Meer zusammen mit typischen Brackwasserfischen gefunden. Sie ernährt sich von unter anderem von pflanzlichem Material. Laichende Weibchen legen 300 bis 500 Eier, die leicht kleben und im Pflanzengewirr haften bleiben. Die Larven schlüpfen nach zwei Tagen und schwimmen nach weiteren zwei Tagen frei.

## Systematik
Die Schwarzfleckbarbe gehörte ursprünglich zur Gattung Puntius und war die namengebende Art der acht Arten umfassenden P. filamentosus-Artengruppe, einer Gruppe nah verwandter südindische Puntius-Arten. Die Gruppe wurde inzwischen als Dawkinsia zu einer eigenständigen Gattung.